# آلانود الشارخ
آلانود الشارخ (عربی: العنود الشارخ) استاد دانشگاه زن اهل کویت است.
وی همچنین برندهٔ جوایزی همچون ۱۰۰ زن بی‌بی‌سی شده‌است.